# Roy J. Plunkett
Roy J. Plunkett (26 de junio de 1910 - 12 de mayo de 1994) fue un químico norteamericano. Inventó el politetrafluoroetileno (PTFE), es decir el teflón, en 1938.
El politetrafluoroetileno (PTFE) fue descubierto accidentalmente en 1938 por Roy Plunkett mientras trabajaba en Nueva Jersey para DuPont. Mientras Plunkett intentaba fabricar un nuevo clorofluorocarbono refrigerante, el tetrafluoroetileno gaseoso de su botella a presión dejó de fluir antes de que el peso de la botella hubiera descendido hasta el punto de señalización de "vacío". Como Plunkett medía la cantidad de gas utilizado pesando la botella, sintió curiosidad por saber de dónde procedía el peso, y finalmente recurrió a serrar la botella. Encontró el interior de la botella recubierto de un material blanco ceroso que era extrañamente resbaladizo. El análisis demostró que se trataba de perfluoroetileno polimerizado, y que el hierro del interior del recipiente había actuado como catalizador a alta presión. Kinetic Chemicals patentó el nuevo plástico fluorado (análogo al ya conocido polietileno) en 1941,   y registró la marca Teflon en 1945.

## Biografía
Roy Plunkett nació el 26 de junio de 1910 en el condado de Orange, California. Más tarde se mudó a New Carlisle, Ohio, y luego a Pleasant Hill, Ohio, donde asistió a la Escuela Secundaria Newton. Estudió en el Manchester College, Indiana (BA química 1932) y en la Universidad Estatal de Ohio (Ph. D. química 1936). En 1936 fue contratado por EI du Pont de Nemours and Company como químico investigador en el Laboratorio Jackson en Deepwater, Nueva Jersey.
El 6 de abril de 1938, Plunkett inspeccionó un contenedor congelado y presurizado que contenía 45 kilogramos de tetrafluoroetileno utilizado en la fabricación de refrigerante CFC . Cuando abrió el recipiente para agregar una cantidad de tetrafluoroetileno con ácido clorhídrico al clorofluorocarbonopara implementarlo, se encontró con que nada salía del contenedor. Los manómetros ya no indicaban sobrepresión. En consecuencia, el contenido debería haber escapado. Sin embargo, un pesaje todavía mostró el mismo peso que el día anterior. Al examinar el contenedor más de cerca, descubrió un polvo ceroso blanco que se había formado y que no estaba previamente en el contenedor. El tetrafluoroetileno del recipiente se había polimerizado en politetrafluoroetileno (teflón), un sólido ceroso con propiedades sorprendentes como resistencia a la corrosión, baja adherencia a la superficie y alta resistencia al calor. El 4 de febrero de 1941, el inventor recibió la patente estadounidense número 2.230.654.
Además, Plunkett participó como químico jefe en la fabricación del aditivo de gasolina tetraetilo de plomo (1939 a 1952, DuPont Chambers Works). Luego dirigió la producción de freón en DuPont hasta su jubilación en 1975. Fue incluido en el Salón de la Fama de los Plásticos en 1973 y en el Salón de la Fama de los Inventores en 1985. Plunkett murió el 12 de mayo de 1994 a la edad de 83 años.
En honor a Roy Plunkett, DuPont y Chemours han presentado los Premios Plunkett desde 1988.

## Descubrimiento del teflón

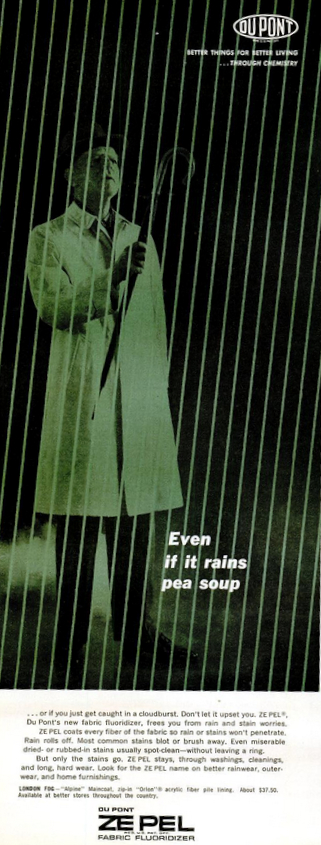
Publicidad de Zepel, el nombre comercial utilizado para comercializar el teflón como tratamiento de tejidos.

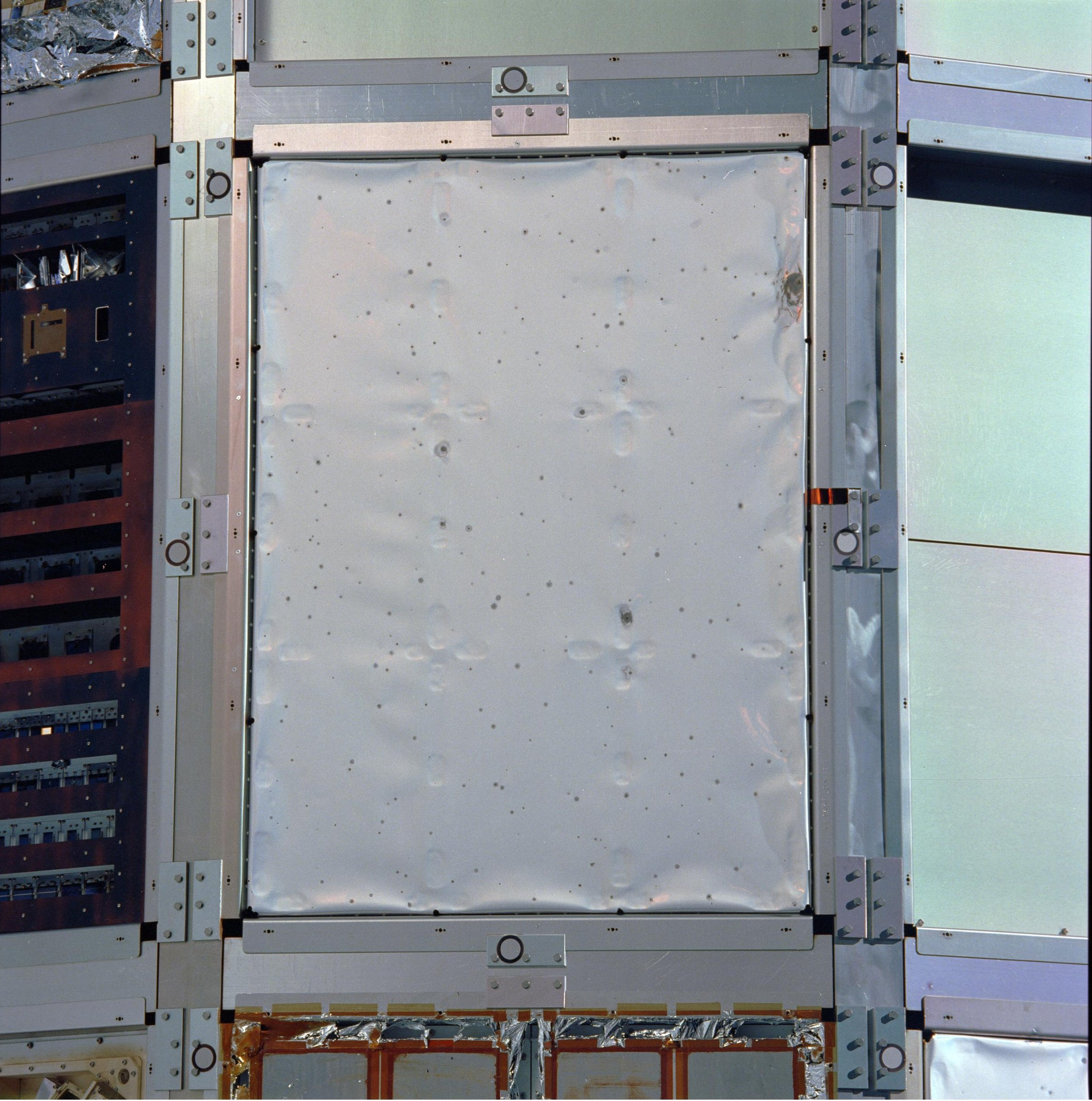
Cubierta térmica de PTFE mostrando cráteres de impacto, del Experimento de Rayos Cósmicos Ultrapesados (UHCRE) de la NASA en la Instalación de Exposición de Larga Duración (LDEF).

Descripción del descubrimiento del teflón con las palabras de Plunkett:

El 6 de abril de 1938 por la mañana, Jack Rebok, mi ayudante, seleccionó uno de los cilindros de TFE que habíamos utilizado el día anterior y puso el aparato a punto. Cuando abrió la válvula, para dejar fluir el gas TFE bajo su propia presión desde el cilindro, no pasó nada... Estábamos en un dilema. No se me ocurrió qué otra cosa podía hacer, dadas las circunstancias, así que desenroscamos la válvula del cilindro. Llegado ese punto estaba bastante claro que dentro no había ningún gas. Cuidadosamente puse el cilindro al revés y en el banco del laboratorio cayó un polvo blanquecino. Raspamos un poco con el hilo dentro del cilindro... para obtener algo más del polvo. La cantidad que saqué de este modo no cuadraba, así que sabía que dentro tenía que haber más. Finalmente... decidimos cortar el cilindro. Cuando lo hicimos, encontramos más polvo empaquetado en el fondo y en el lado inferior del cilindro.

Plunkett también relata que los cilindros de TFE que se utilizaban contenían aproximadamente 1 kg cada uno (2,2 libras), que serían cilindros relativamente pequeños, tamaño demostración, no cilindros grandes.
El tetrafluoroetileno del contenedor se había polimerizado en politetrafluoroetileno, un sólido ceroso con propiedades sorprendentes como por ejemplo resistencia a la corrosión, baja fricción superficial y alta resistencia al calor. Plunkett explicó la historia de este descubrimiento accidental en la reunión de primavera del encuentro nacional de la American Chemical Society en la sección de Historia de la Química, en abril de 1986 en la ciudad de Nueva York, que se publicó en las actas de la reunión (Symposium Proceedings).
Fue el químico principal implicado en la producción de tetraetilplomo, un aditivo para la gasolina, en las Chambers Works de DuPont del 1939 al 1952. Después dirigió la producción de freón en DuPont hasta  retirarse en 1975.

## Teflón
En 1948, DuPont, que fundó Kinetic Chemicals en asociación con General Motors, producía más de 910 toneladas de politetrafluoroetileno marca Teflon al año en Parkersburg, Virginia Occidental. Uno de los primeros usos fue en el Proyecto Manhattan como material para recubrir válvulas y juntas en las tuberías que contenían hexafluoruro de uranio altamente reactivo en la vasta planta K-25 de enriquecimiento de uranio en Oak Ridge, Tennessee. En 1954, Colette Grégoire instó a su marido, el ingeniero francés Marc Grégoire, a probar en sus sartenes el material que había estado utilizando en los aparejos de pesca. Posteriormente creó las primeras sartenes antiadherentes recubiertas de PTFE bajo la marca Tefal (que combinaba "Tef" de "teflón" y "al" de aluminio). En Estados Unidos, Marion A. Trozzolo, que había estado utilizando la sustancia en utensilios científicos, comercializó la primera sartén recubierta de PTFE fabricada en Estados Unidos, "The Happy Pan", en 1961. Desde entonces, los utensilios de cocina antiadherentes se han convertido en un producto doméstico común, que ahora ofrecen cientos de fabricantes en todo el mundo.
La marca Zepel se utilizó para promocionar su resistencia a las manchas y al agua cuando se aplicaba a los tejidos. .En la década de 1990, se descubrió que el PTFE se podía reticular por radiación por encima de su punto de fusión en un entorno sin oxígeno. El procesado por haz de electrones es un ejemplo de procesado por radiación. El PTFE reticulado ha mejorado sus propiedades mecánicas a altas temperaturas y su estabilidad a la radiación. Eso fue significativo porque, durante muchos años, la irradiación en condiciones ambientales se ha utilizado para descomponer el PTFE para su reciclaje. Esta escisión en cadena inducida por la radiación permite rectificarlo y reutilizarlo más fácilmente.
Se ha informado del Tratamiento de descarga Corona de la superficie para aumentar la energía y mejorar la adherencia.